# Maria Gabriella Sagheddu
Maria Gabriella Sagheddu, w zakonie Maria Gabriela od Jedności (ur. 17 marca 1914 w Dorgali, zm. 23 kwietnia 1939 w Grottaferrata) – trapistka, błogosławiona Kościoła rzymskokatolickiego.
Urodziła się na Sardynii we Włoszech. Mając dwadzieścia lat wstąpiła do klasztoru mniszek trapistek w Grottaferrata. Przeżyła w nim trzy i pół roku. Zachorowała na gruźlicę. Zmarła w swoim klasztorze wieczorem w Niedzielę Dobrego Pasterza 23 kwietnia 1939.
W 1957 przeprowadzono rozpoznanie relikwii; jej ciało nie uległo rozkładowi, spoczywa w kaplicy w klasztorze w Vitorchiano we Włoszech, gdzie przeniosły się siostry z jej wspólnoty po opuszczeniu klauzury w Grottaferrata.
Gabriella Sagheddu została beatyfikowana przez papieża Jana Pawła II 25 stycznia 1983 w bazylice św. Pawła za Murami w Rzymie.
Jej wspomnienie liturgiczne obchodzone jest 22 lub 23 kwietnia.